# Немецкая имперская партия
Немецкая имперская партия (нем. Deutsche Reichspartei; DRP) — крайне правая национал-консервативная партия ФРГ, действовавшая в 1950—1964. Создана бывшими деятелями НСДАП и Третьего рейха, однако придерживалась не столько неонацистской, сколько ультраконсервативной идеологии. Ориентировалась на модель Германской империи времён Бисмарка. Выступала с реваншистских позиций, требовала восстановления германских границ 1937 года.

## Создатели и руководители
Создана 21 января 1950 года слиянием правоконсервативной партии DKP-DRP с тогдашней Национал-демократической партией. Объединительный съезд состоялся в Касселе.
Персональный состав руководства многое говорил о новой партии. Первыми её руководителями стали Вильгельм Майнберг, Генрих Кунстман, Отто Гесс. Все они состояли в НСДАП, причём Майнберг в своё время являлся группенфюрером СС, Кунстман — штандартенфюрером СА, Гесс был племянником одного из основателей нацистского движения Рудольфа Гесса.
К партийному руководству принадлежали также бывший гауптштурмфюрер СС Оскар Лутц, известный нацистский юрист, доктор права Фридрих Гримм, бывший генерал вермахта и люфтваффе Александр Андре, начальник штаба авиации в битве за Крит. Связь с DRP поддерживал видный функционер геббельсовского рейхсминистерства пропаганды Вернер Науман.
Но несмотря на это, партия объединила относительно умеренное крыло ультраправых националистов — отвергающих «крайности» нацизма и готовых интегрироваться в парламентскую систему. Радикальные неонацисты примыкали к Социалистической имперской партии (SRP) бывшего генерала вермахта Отто Ремера, запрещённой в 1952. После запрета SRP некоторые её члены — например, легендарный лётчик люфтваффе и убеждённый нацист Ганс-Ульрих Рудель — перешли в DRP.

Даже по мнению Черчилля, Гитлер был неизбежным историческим ответом немцев на Версальский договор. Мы не согласны с тезисом об исключительной немецкой вине. В повестке дня был экономический кризис и угроза воинствующего большевизма. В конечном счёте это важно и для сегодняшних активных политиков...

Мы фундаментально отличаемся от запрещенной SRP. Они ни разу откровенно не выступили против нацистской реставрации. Кадровая политика SRP формировалась за счёт привлечения людей из бывшей нацистской партии. Но выросло молодое поколение, которое не может иметь ничего общего с национал-социализмом уже по возрастным причинам.

Вильгельм Майнберг

В 1953 органами юстиции был поднят вопрос о запрете DRP. Однако достаточных оснований не было найдено, поскольку партия не нарушала действовавшего законодательства.

## Идеология и программа
Соответственно названию, DRP призывала к восстановлению Германской империи — но не Третьего, а Второго рейха. Историческим кумиром партии был Отто фон Бисмарк.

Высший долг — это верность рейху… Немецкая имперская партия выступает за демократию свободы и порядка: каждому своё — все для Германии.

Основным программным принципом значилось объединение Германии в составе всех зон послевоенной оккупации и отторгнутых в пользу Польши «восточных территорий». В целом речь шла о восстановлении границ 1937 года. Но это предполагалось осуществить мирным путём (цель воссоединения Германии обозначалась в Конституции ФРГ), и потому данный тезис сам по себе не являлся противоправным.
В политическом аспекте программа акцентировала бескомпромиссный антикоммунизм. Заметное место занимала традиционалистская доктрина Volksgemeinschaft — «Народного сообщества» («Национальной общины») — в интерпретации, близкой к воззрениям Ханса Церера и восходящей к идеям фёлькише 1920-х годов. В социально-экономическом плане партия приоритетно отстаивала интересы сельского населения и аграрного производства (большинство избирателей DRP проживали в сельских местностях Нижней Саксонии и Рейнланд-Пфальца). Партия также пропагандировала патриархальные семейные ценности, выступала против вовлечения женщин в общественное производство вне чрезвычайных ситуаций. Оценки нацистского периода были довольно сдержанными — говорилось о недопустимости «одностороннего подхода», о необходимости учитывать не только преступления, но и достижения.

Если внутриполитические требования Немецкой имперской партии мало чем отличались от политики правящих партий — ХДС/ХСС, то во внешнеполитических лозунгах неонацисты ратовали за открытый реваншизм и политику аннексий.

## Участие в выборах
На земельных выборах 1951 и 1955 годов Немецкая имперская партия смогла провести нескольких депутатов в ландтаг Нижней Саксонии, в 1959 году — в ландтаг Рейнланд-Пфальца (это вызвало обеспокоенность властей, и в 1960 году деятельность партии в Рейнланд-Пфальце была запрещена), в 1963 году — в городской совет Бремена.
В Северном Рейне — Вестфалии, Баварии, Шлезвиг-Гольштейне, Гамбурге, Западном Берлине, Баден-Вюртемберге, Гессене, Сааре итоги выборов были для партии безуспешными.
Трижды — в 1953, в 1957, в 1961 годах — DRP участвовала в выборах в бундестаг. Количество поданных за партию голосов из раза в раз уменьшалось: 1,1 %, 1 %, 0,8 %. Парламентского представительства на федеральном уровне DRP не имела.

## Укрупнение в НДП
В 1961 году председателем партии был избран Адольф фон Тадден, последовательный сторонник консолидации западногерманских крайне правых. В частности, он проводил активную политику коалиций с Немецкой партией. Во многом под его влиянием в 1964 году была учреждена более крупная Национал-демократическая партия, в которую влилась DRP.
В период своего существования Немецкая имперская партия являлась крупнейшей крайне правой структурой Западной Германии. Однако она не смогла конкурировать с системной правой партией ХДС/ХСС.